# Chambas (Kuba)
Chambas ist ein Municipio und eine Stadt in der kubanischen Provinz Ciego de Ávila.
Das Municipio hat 41.000 Einwohner auf einer Fläche von 763 km², was einer Bevölkerungsdichte von rund 54 Einwohnern pro Quadratkilometer entspricht.

## Söhne und Töchter der Stadt
- Efraín Amador (* 1947), Lautenist, Komponist und Musikpädagoge